# 小行星11433
小行星11433（11433 Gemmafrisius）是一颗绕太阳运转的小行星，为主小行星带小行星。该小行星于1977年10月发现。

## 轨道参数
小行星11433的轨道半长轴为361 992 640 km（2.4197369 UA），离心率为0.159。